# Simone Brahmann
Simone-Diane Brahmann (Monaco di Baviera, 21 giugno 1961) è un'attrice e doppiatrice tedesca.

## Biografia
Entrambi i suoi genitori lavoravano nell'industria cinematografica perciò ha trovato rapidamente ruoli da attrice ed è apparsa non accreditata davanti alla telecamera da bambina, anche nel film drammatico Hurra, die Schule brennt!.
Ha avuto una relazione con il musicista Roland Kaiser.

## Filmografia

### Cinema
- Hurra, die Schule brennt! - regia di Werner Jacobs (1969)
- La via della prostituzione - regia di Joe D'Amato (1978)
- Ach du lieber Harry - regia di Jean Girault (1981)
- The Fan - regia di Eckhart Schmidt (1982)
- Zwei Nasen tanken Super - regia di Dieter Pröttel (1984)
- Geld oder Leber! - regia di Dieter Pröttel (1986)
- Ein Schweizer namens Nötzli - regia di Gustav Ehmck (1988)

### Televisione
- Vater Seidl und sein Sohn - serie TV (1976)
- Un caso per due (Ein Fall für zwei) - serie TV (1982)
- Faber l'investigatore (Der Fahnder) - serie TV (2 episodi) (1990-1992)
- Solo für Sudmann - serie TV (1 episodio) (1997)
- Sinan Toprak ist der Unbestechliche - serie TV (2001)
- La casa del guardaboschi (Forsthaus Falkenau) - serie TV (2002)

## Doppiaggio

### Film
- Daryl Hannah in Pericolosamente insieme, Roxanne, High Spirits - Fantasmi da legare, Corto circuito 2, Avventure di un uomo invisibile
- Sharon Stone in Basic Instinct
- Angela Bassett in Mr. & Mrs. Smith

### Film d'animazione
- Kaguya in Inuyasha the Movie - Il castello al di là dello specchio

### Serie televisive d'animazione
- Angela in Fiocchi di cotone per Jeanie
- Doremi Harukaze in Magica Doremì
- Calaveras e Occhio di Pesce in Sailor Moon
- Cyndaquil e Taillow in Pokémon
- Miss Martin in Caillou
- Lady Integra Hellsing in Hellsing
- Rouge the Bat in Sonic X
- Nico Robin e Nico Olvia in One Piece